# John Heaton
John Rutherford Heaton (New Haven, 8 settembre 1908 – Parigi, 10 settembre 1976) è stato un bobbista e skeletonista statunitense.
Nasce a New Haven da John Edward Heaton e Florence Caroline Trowbridge, terzo di tre fratelli (tra cui Jennison, anch'egli olimpionico di bob e skeleton). Si è sposato quattro volte: con Gwendolyn Robinson de Alzaga Unzue nel 1937, poi con Denise Paule Genest nel 1950, con la quale ebbe un figlio, John Edward Heaton, nato nel 1951. Ha sposato poi Heidi Von Lauer Mundchofen nel 1959 e Beatrix Bayer nel 1965.
Heaton ha partecipato a tre edizioni dei giochi olimpici invernali nel 1928, 1932, e 1948. Ha conquistato due medaglie d'argento nello skeleton nel 1928 e nel 1948, ed una medaglia di bronzo nel bob nel 1932. È stato il portabandiera per gli Stati Uniti nella cerimonia di apertura dei giochi olimpici di St. Moritz del 1948.
Heaton morì a Parigi nel 1976, all'età di 68 anni.

## Palmarès
In carriera ha conseguito i seguenti risultati:
- Giochi olimpici invernali

Sankt Moritz 1928: argento nello skeleton.
Lake Placid 1932: bronzo nel bob a due.
Sankt Moritz 1948: argento nello skeleton.